# Saint-Alexis-des-Monts
Saint-Alexis-des-Monts är en socken (municipalité de paroisse) och tätort (centre de population) i provinsen Québec i Kanada. Den ligger i regionen Mauricie, i den sydöstra delen av landet, 230 km nordost om huvudstaden Ottawa. Antalet invånare vid folkräkningen 2021 var 2 999 i kommunen och 1 503 i tätorten. Landarean är 1 036 kvadratkilometer.